# Província d'Avellino
La província d'Avellino  és una província que forma part de la regió de Campània a Itàlia. La seva capital és Avellino.
Limita al nord-oest amb la província de Benevent, al nord-est amb la Pulla (província de Foggia), i el sud-est amb la Basilicata (província de Potenza). Al sud toca amb la província de Salern i a l'oest per la ciutat metropolitana de Nàpols.
Té una àrea de 2.806,07 km², i una població total de 423.932 hab. (2016). Hi ha 118 municipis a la província.